# Eleição presidencial na Venezuela em 2006
As eleições presidenciais da Venezuela de 2006 desenrolam-se a 3 de Dezembro, tendo como objetivo a eleição do presidente do país, que é simultaneamente, nos termos da constituição, chefe de Estado e de governo. O novo presidente da Venezuela iniciará o seu mandato de seis anos a 10 de Janeiro de 2007.

## Candidatos
O Conselho Nacional Eleitoral (CNE), responsável pelos processos eleitorais na Venezuela, admitiu 23 candidatos para as eleições presidenciais. Destes 9 apresentaram a sua desistência antes da realização das eleições. Permaneceram 14 candidatos, que são os seguintes:
- Hugo Chávez - presidente da Venezuela desde 1999, é candidato em representação do Movimento V República (MVR), tendo recebido o apoio por 14 partidos políticos.
- Manuel Rosales - governador do estado de Zulia, é principal candidato da oposição, sendo apoiado por 44 organizações políticas.
- Eudes Vera - candidato independente
- José Tineo - partido Venezuela Tercer Milenio (VTM)
- Carmelo Romano Pérez - Movimiento Liberal Pueblo Unido (MLPU).
- Ángel Irigoyen - partido Rompamos Cadenas (RC).
- Venezuela Da Silva - Nuevo Orden Social (NOS).
- Homer Rodríguez - movimento Por Querer a Venezuela (PQV).
- Isbelia León - movimento Institución Fuerza y Paz (IFP).
- Pedro Francisco Aranguren - Movimiento Conciencia de País (MCP).
- Luis Alfonso Reyes Castillo - Organización Juventud Organizada de Venezuela (Joven).
- Judith Salazar - Hijos de la Patria (HP).
- Alejandro José Suárez Luzardo - Movimiento Sentir Nacional (MSN).
- Carolina Contreras - candidato independente.

### Candidatos retirados
- Benjamín Rausseo - comediante e empresário, por el Partido Independiente Electoral de Respuesta Avanzada (PIEDRA)
- Jesús Caldera Infante - pelo Partido Nueva Alianza Progresista (NAPO), é o ex-presidente do Fondo de Garantía de Depósitos.
- Ángel Blanco Soteldo
- Lourdes Santander - pelo movimento Ambientalista de Ordenación Sustentable (Amaos).
- Brigida García - pelo partido Juan Bimba.
- José Gregorio Hernández Chávez, pelo partido PASR.
- Abade Vásquez - pelo partido Unión Nacional de Independientes de Organizaciones Sociales (Unidos).
- José Gregorio Martínez Bermudez - pelo partido Renovación en Democracia Nacimiento Alternativo.
- Lucrecia Contreras de León - candidato independente.Observadores internacionais

- Centro Carter;
- União Europeia;
- Mercosul;
- Organização dos Estados Americanos.

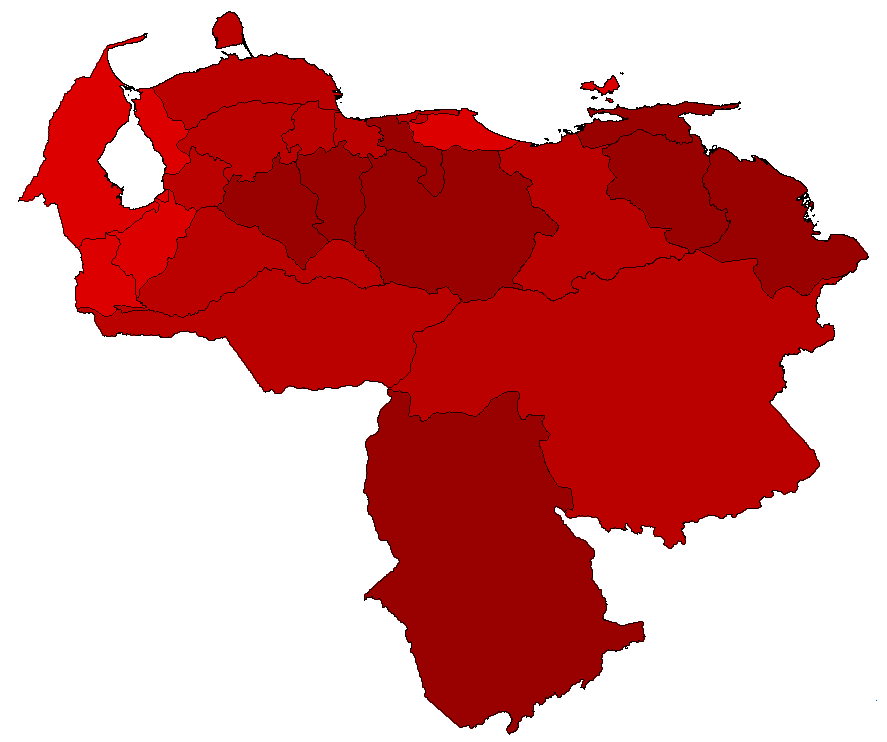
Resultados eleitorais por estado

## Antecedentes
De acordo a Constituição da Venezuela as eleições devem ter lugar depois de cumpridos seis anos sobre a eleição do actual presidente, Hugo Chávez. Este foi eleito em 1998 quando ainda vigorava a Constituição de 1961. No ano 2000, e devido à instauração de uma nova ordem constitucional, tiveram lugar na Venezuela eleições gerais, nas quais Hugo Chávez foi reeleito presidente. 
A 14 de Agosto de 2004 foi referendada a permanência ou não de Hugo Chávez como presidente da Venezuela, tendo 59,10% dos eleitores votado a favor da permanência do presidente. Este resultado foi contestado pela oposição, que denunciou a existência de uma alegada fraude e exigiu uma contagem manual dos votos. O Centro Carter e a Organização dos Estados Americanos, organismos que participaram nas eleições como observadores, ratificaram o resultado destas. Em finais de 2004 realizaram-se eleições para o cargo de governador de estado, tendo a maioria dos eleitos sido partidários de Chávez. 

## Sondagens
| Responsável                               | Fonte             | Data de publicação     | Hugo Chávez (%) | Manuel Rosales (%) |
| ----------------------------------------- | ----------------- | ---------------------- | --------------- | ------------------ |
| Evans/McDonough                           |                   | 29 de Novembro de 2006 | 57              | 38                 |
| Fundación CEPS / Veneopsa                 |                   | 24 de Novembro de 2006 | 59.7            | 39.6               |
| Zogby International                       |                   | 24 de Novembro de 2006 | 60              | 31                 |
| Associated Press-Ipsos                    | [ligação inativa] | 23 de Novembro de 2006 | 59              | 27                 |
| Instituto Venezolano de Análisis de Datos |                   | 23 de Novembro de 2006 | 54.6            | 27.5               |
| Observatorio Hannah Arendt*               |                   | 18 de Novembro de 2006 | 51              | 49                 |
| Penn, Shoen and Berland                   |                   | 15 de Novembro de 2006 | 48              | 42                 |
| Datanálisis                               |                   | 15 de Novembro de 2006 | 52              | 26                 |
| Centro de Estudios Políticos y Sociales   |                   | 15 de Novembro de 2006 | 58              | 40                 |
| Consultores XXI                           |                   | 15 de Novembro de 2006 | 58.8            | 40                 |
| Hinterlaces                               |                   | 9 de Novembro de 2006  | 45              | 27                 |
| Evans/McDonough                           | [ligação inativa] | 7 de Novembro de 2006  | 57              | 35                 |
| Instituto Venezolano de Análisis de Datos |                   | 3 de Novembro de 2006  | 53.2            | 28.1               |
| Keller y Asociados                        |                   | 2 de Novembro de 2006  | 52              | 48                 |
| Escenarios                                |                   | 1 de Novembro de 2006  | 63.3            | 26                 |
| Ceca                                      |                   | 23 de Outubro de 2006  | 39.5            | 41.3               |
| Zogby International                       |                   | 23 de Outubro de 2006  | 59              | 24                 |
| Instituto Venezolano de Análisis de Datos |                   | 12 de Outubro de 2006  | 51.5            | 22.7               |
| Penn, Schoen & Berland                    |                   | 16 de Setembro de 2006 | 50              | 37                 |
| Datanálisis                               |                   | 13 de Setembro de 2006 | 58.2            | 17.4               |
| People's Daily                            |                   | 25 de Agosto de 2005   | 58.9            | 19.3               |
| Miami Herald                              | [ligação inativa] | 20 de Agosto de 2006   | 35              | 25                 |

(*) Empate técnico

## Resultados
Fonte: Comissão Nacional Eleitoral da Venezuela
| Candidato            | Votos     | Percentagem |
| -------------------- | --------- | ----------- |
| Hugo Chávez          | 7.309.080 | 62,84%      |
| Manuel Rosales       | 4.292.466 | 36,90%      |
| Luis Reyes           | 4.807     | 0,04%       |
| Venezuela da Silva   | 3.980     | 0,03%       |
| Candidatos restantes | 18.057    | 0,12%       |